# Madison County, Illinois
Madison County är ett administrativt område i delstaten Illinois, USA, med 269 282 invånare.  Den administrativa huvudorten (county seat) är Edwardsville.

## Geografi
Enligt United States Census Bureau har countyt en total area på 1 918 km². 1 878 km² av den arean är land och 40 km² är vatten.

### Angränsande countyn
- Bond County - öster
- Clinton County - sydost
- Jersey County - nordväst
- Macoupin County - norr
- Montgomery County - nordost
- Saint Charles County, Missouri - nordväst
- St. Clair County - söder
- St Louis, Missouri - väster
- St. Louis County, Missouri - väster